# Porthcawl
Porthcawl est une ville et une communauté du pays de Galles appartenant au county borough de Bridgend, 25 miles (40 kilomètres) à l'ouest de la capitale, Cardiff, et 19 miles (31 kilomètres) au sud-est de Swansea.
Elle est une station balnéaire, située sur le Canal de Bristol.

## Personnalités liées à la ville
- Jason Hughes (né en 1971), acteur
- Helen Morgan (née en 1966), joueuse de hockey sur gazon
- Tom Prydie (né en 1992), joueur de rugby à XV
- Clive Williams (né en 1948), joueur de rugby à XV